# Rosina Kuhn

Rosina Kuhn, Foto: Heinz Baumann, Comet Photo, Bildarchiv der ETH Zürich, ca. 1980

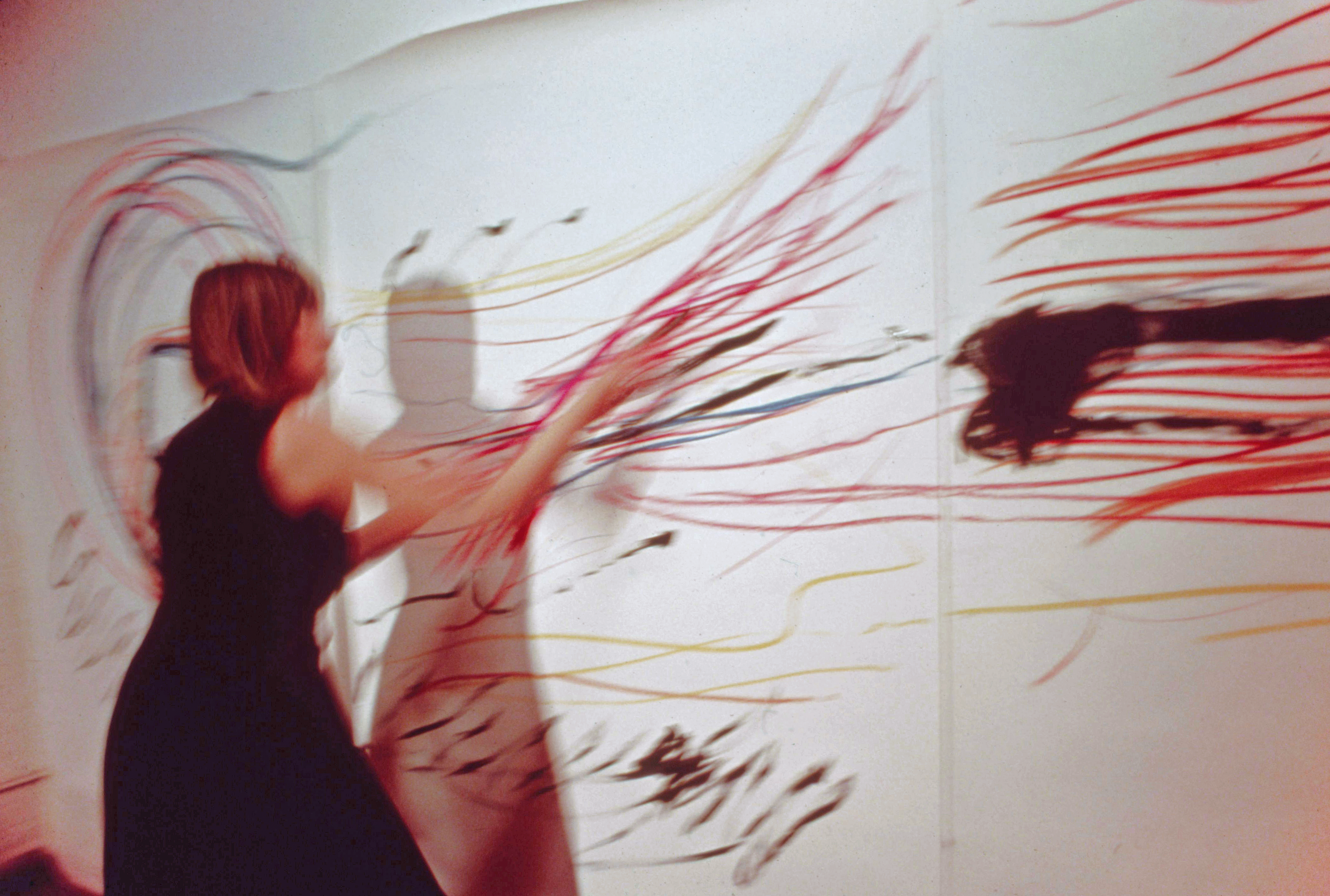
Rosina Kuhn: Aktion Blumenhalde, Kunsthaus Aarau, 1977

Rosina Kuhn (* 5. Oktober 1940 in Zürich) ist eine Schweizer Kunstmalerin.

## Leben
Kuhn ist die Tochter der Berliner Textilkünstlerin Lissy Funk (1909–2005) und des Schweizer Malers Adolf Funk (1903–1996). Ihren Vater bezeichnet sie als ihren besten Lehrer; in seinem Atelier lernt sie malen und zeichnen, mit ihm besucht sie als Jugendliche Ausstellungen, in Zürich ebenso wie in Paris. Nach der Matura besucht sie die Kunstgewerbeschule Zürich (die jetzige Zürcher Hochschule der Künste ZHdK). Sie schliesst diese mit dem Zeichenlehrerdiplom ab, ihr Hauptinteresse gilt aber der Kunst und es folgen erste Ausstellungen. 1962 heiratet sie den Literaturkritiker Christoph Kuhn. 1965 reist das Paar über New York nach Mexiko. 1968 Rückkehr nach Zürich, wo 1970 Sohn Cyril geboren wird. 1972/73 erhält Kuhn die Stipendien von Kanton und Stadt Zürich. 1974 trennt sie sich von ihrem Ehemann. Sie ist aktiv in der 68-er Bewegung, engagiert sich bei der Gründung der Zürcher Produzentengalerie "Produga", tritt mit Malperformances auf und initiiert die erste Zürcher Frauenausstellung "Frauen sehen Frauen" in der Städtischen Galerie zum Strauhof. 1976 wird ihr das Atelierstipendium der Stadt Zürich in New York zugesprochen und sie taucht ein in die Kulturszene um St. Mark’s hurch und lebt nun abwechselnd in Zürich und New York. Seit 1980 ist Zürich ihr fester Wohnsitz, unterbrochen von Aufenthalten in der ihr seit der Kindheit vertrauten Kirche mit Wohnhaus in Obino im Tessin. Ab 1998 reist sie alljährlich zu ihrem Sohn nach Los Angeles und arbeitet 2011 während sechs Monaten in Venedig.

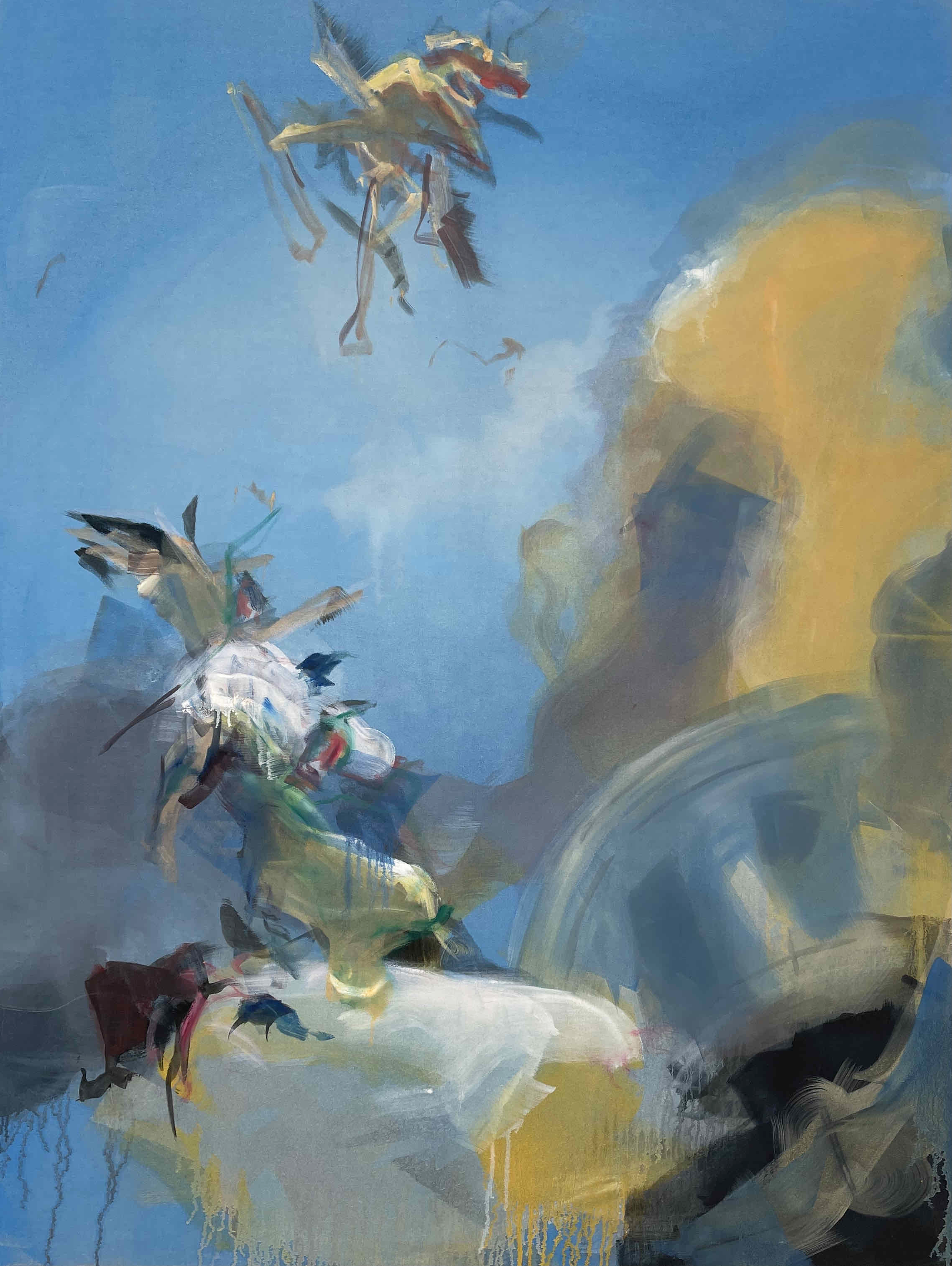
Rosina Kuhn: Omaggio a Tiepolo, 2012

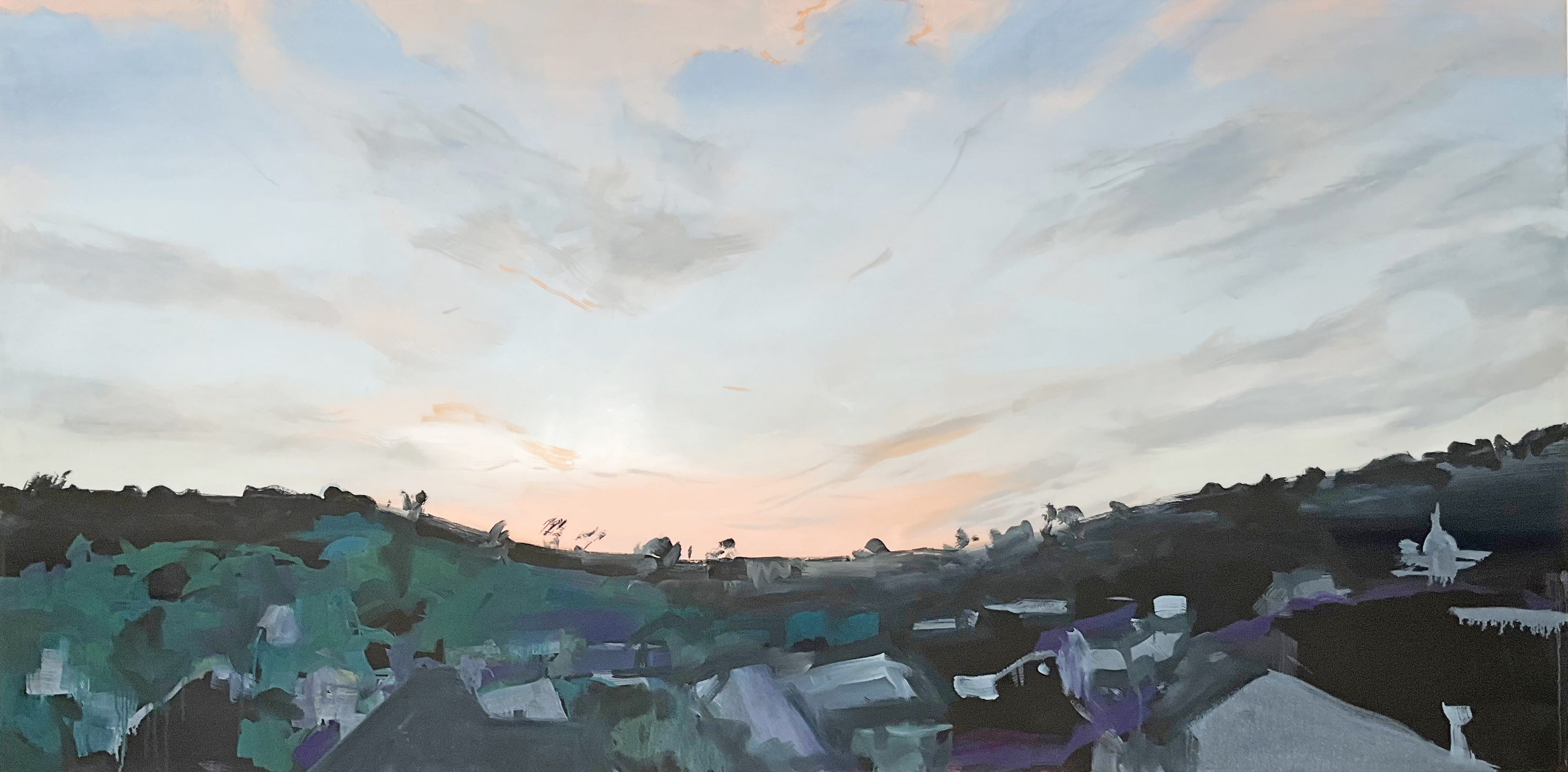
Rosina Kuhn: Sunset in LA, 2022

## Werk
Ihren persönlichen und künstlerischen Aufbruch erlebt Rosina Kuhn im aufgeheizten sozio-politischen Klima Mexikos und in der Begegnung mit der Pop  Art in New York zwischen 1965 und 1967. Die während ihrer getanzten, von Jazzmusikern begleiteten Mal-Performances entstandenen Bilder sind Ausdruck davon. Ihre Pop-Art-Werke der späten Sechziger- und Siebzigerjahre entwickelten sich aus Collagen von Fotos und Texten aus Zeitschriften zu abstrakter Malerei in Öl auf Leinwand. Dann tritt das Porträt in den Vordergrund: In freien, figürlichen Kompositionen (Wandbild Universität Zürich), in intensiven Dialogen von Malerin und Modell, aber auch in Betonung des Körperhaften, wie z. B. in den «Rückenlandschaften» von 1985 oder den grossformatigen Gesichtslandschaften um 1990.
Eine teilweise Neuorientierung vollzieht sich in Los Angeles, wo Kuhn zwischen 1998 und 2002 das urbane Strassenleben in der 54-teiligen Aquarell-Serie «Sunset Boulevard» malt. Landschaft im klassischen Sinn dominiert 2003 den umfangreichen Zyklus der Panorama-Landschaften «in alle Himmelsrichtungen und zu allen Tageszeiten» vom Standort Obino aus. Mit diesem Zyklus gewinnt sie 2003 den hochdotierten Preis der Fondation Edouard und Maurice Sandoz (FEMS). Einen freien Umgang mit dem Motiv findet sich in der Technik der Monotypie ab 2004 mit Alltagsmotiven, ausgehend von Zeitungsbildern verschiedenster Art. Aneignung und persönliche Interpretation prägen 2011/12 auch die «Venezianischen Himmel», zu welchen sie die Deckengemälde von Gian Battista Tiepolo in Venedig inspiriert hatten.

## Ausstellungen (Auswahl)

### Museale Einzelausstellungen
- 2016: «Von Generation zu Generation», (mit Sohn Cyril und Adolf Funk, Vater) Kunsthaus Grenchen[6]
- 2004: «Nord Süd West-Ost», Kunstmuseum Olten
- 1995: «Der Blick der Malerin», Kunstmuseum Olten
- 1987: «Rückenlandschaften», Kunsthaus Zürich
- 1982: Kunsthaus Glarus

### Einzelausstellungen
- 2023: Stiftung Kunstsammlung Albert und Melanie Rüegg, Zürich
- 2016: «Venezia - Venice Beach», Rigassi, Galerie Soon, Bern[7]
- 2014: «Fêtes Galantes», Galerie Rigassi, Bern
- 2014: «Monotypien, Les Enfants du Paradis», Gluri-Suter-Huus, Wettingen
- 2013: Galerie C. Klein, Kulturinstitut Atelierhaus Vahle, Darmstadt (mit Francine Mury)
- 2012: Kirche St. Ludwig, Darmstadt (mit Francine Mury)
- 2012/2020/2023: Galerie Rosenberg, Zürich
- 2003: «Sunset Boulevard», Neue Galerie Aarau
- 2001: «Blumen», Galerie Esther Hufschmid, Zürich
- 1990/2000: Galerie Carzaniga und Uecker, Basel
- 1989: «Gesichtslandschaften», Galerie E. Hufschmid, ZH
- 1982: Thurgauische Kunstsammlung, Frauenfeld
- 1978/80: Galerie Jamileh Weber , Zürich
- 1969/73: Galerie Palette, Zürich
- 1966: Galerie Peccanins, Mexiko-Stadt
- 1964: Städtische Kunstkammer zum Strauhof, Zürich

### Gruppenausstellungen
- 2023: “Ja, wir kopieren”! Strategien der Nachahmung in der Kunst seit 1970, Kunstmuseum Solothurn, Solothurn
- 2021: «So close, so far» Pop Art Made in Switzerland, Revisited”, Galerie Kilchmann, Zürich
- 2017: «Swiss Pop Art», Aargauer Kunsthaus Aarau, Aarau
- 2011: «Monotypie», Graphische Sammlung ETH, Zürich
- 1980: Phönix, Alte Oper, Frankfurt am Main
- 1975: «Frauen sehen Frauen», Städtische Galerie zum Strauhof, Zürich
- 1973: «Tell 73» Zürich, Basel, Bern, Lausanne, Genf, Lugano

## Publikationen (Auswahl)
- Venezianische Himmel, Gemäldezyklus 2011/2012, 2014.
- Rosina Kuhn, Ein Leben lang Malerin. Benteli Verlag, Sulgen 2011, ISBN 978-3-7165-1697-3.
- Sunset Edition Neue Galerie 6, Aarau 2003.
- Nord, Süd, Ost, West: Rosina Kuhn. Kunstmuseum Olten, 2005, ISBN 3-906651-32-0.[8]
- mit Fritz Billeter: Lissy Funk. Scheidegger & Spiess, Zürich 1999, ISBN 3-85881-120-3.
- Der Blick der Malerin, Kunstmuseum Olten. Limmatverlag, Zürich 1995, ISBN 3-85791-266-9.
- Rückenlandschaften/Backscapes. Kunsthaus Zürich 1987.
- West Broadway 459, New York. Verlag Alice Lang, New York, 1976.

## Auszeichnungen und Stipendien
- 2011: Stiftung Forberg, Castel Forte, Venedig
- 2003: Prix Fondation Eduard et Maurice Sandoz[9]
- 1983: Conrad-Ferdinand-Meyer-Preis
- 1975: Zürcher Atelier in New York
- 1973: Stipendium der Stadt Zürich
- 1972: Stipendium des Kanton Zürich

## Werke in öffentlichen Sammlungen / im öffentlichen Raum
- Kunstmuseum Olten
- Seedamm-Kulturzentrum, Pfäffikon (SZ)
- Kunsthaus Zürich
- Graphische Sammlung ETH Zürich
- Kunstsammlung Kanton Zürich
- Kunstsammlung Stadt Zürich
- ETH Hönggerberg (Mensa), Zürich (Aufbruch, 1976, Wandbild)
- Universität Zürich (Wandmalerei, 1986)
- Schulhaus Sihlfeld, Zürich (Wandmalerei (sechs Bilder), 1988)